# فاتح بن فرج الله
فاتح بن فرج الله (مواليد 15 أبريل 2001) هو لاعب مصارعة حرة جزائري، حصل على الميدالية الفضية في وزن 86 كج في دورة الألعاب الأفريقية 2019.

## وصلات خارجية
- فاتح بن فرج الله على موقع قاعدة بيانات المصارعة الدولية (الإنجليزية)
- فاتح بن فرج الله على موقع اللجنة الأولمبية الدولية (الإنجليزية)
- فاتح بن فرج الله على موقع أوليمبيديا (الإنجليزية)